# Federal Reserve Bank of San Francisco

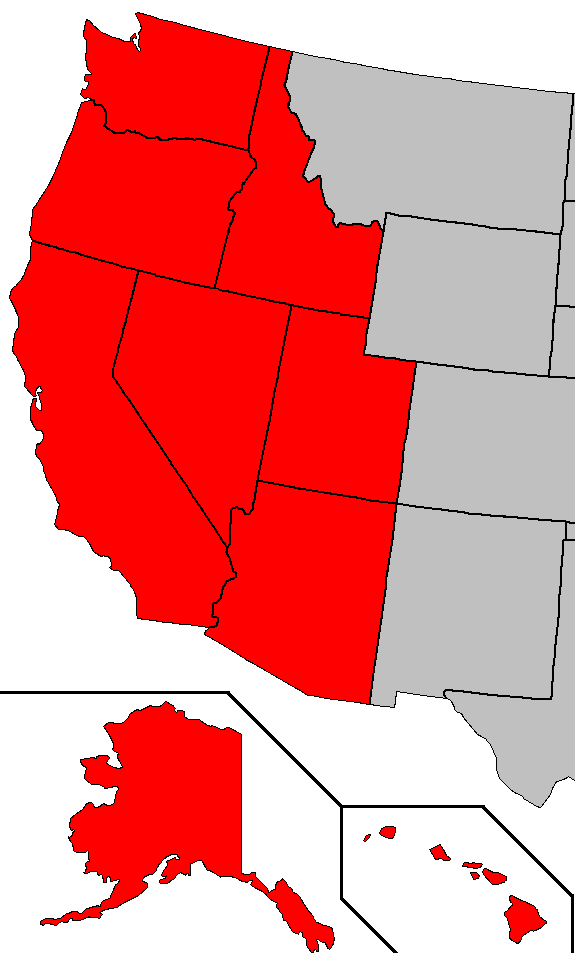
Det tolfte distriktet som San Francisco Fed har hand om.

Federal Reserve Bank of San Francisco, kallas San Francisco Fed,  är en regional centralbank inom USA:s centralbankssystem Federal Reserve System. De har ansvaret för det tolfte distriktet i centralbankssystemet, vilket innebär att de har ansvaret för delstaterna Alaska, Arizona, Hawaii, Idaho, Kalifornien, Nevada, Oregon, Utah och Washington samt territorierna Amerikanska Samoa, Guam och Nordmarianerna. San Francisco Fed använder sig av bokstaven L och siffran 12 för att identifiera sig på de dollar-sedlar som används i distriktet. De har sitt huvudkontor i San Francisco i Kalifornien och leds av Mary C. Daly.

## Historik
Federal Reserve System har sitt ursprung från den 23 december 1913 när lagen Federal Reserve Act signerades av USA:s 28:e president Woodrow Wilson (D). Den 2 april 1914 meddelade Federal Reserve System att distrikten var bestämda och vart de regionala centralbankerna skulle vara placerade. Den 18 maj grundades samtliga tolv regionala centralbanker medan den 16 november öppnades dessa officiellt.

## Ledare
Källa: 
* = Ordförande för Federal Reserve System.
|             | Person           | Period    |
| ----------- | ---------------- | --------- |
| Bankchefer  |                  |           |
|             | Archibald Kains  | 1914–1917 |
|             | James K. Lynch   | 1917–1919 |
|             | John U. Calkins  | 1919–1936 |
| Presidenter |                  |           |
|             | William A. Day   | 1936–1945 |
|             | Ira Clerk        | 1946      |
|             | C.E. Earhart     | 1946–1956 |
|             | H.N. Mangels     | 1956–1961 |
|             | Eliot J. Swan    | 1961–1972 |
|             | John J. Balles   | 1972–1986 |
|             | Robert T. Parry  | 1986–2004 |
|             | Janet L. Yellen* | 2004–2010 |
|             | John C. Williams | 2011–2018 |
|             | Mary C. Daly     | 2018–     |